# شهرستان کلی (کانزاس)
شهرستان کلی، کانزاس (به انگلیسی: Clay County, Kansas) یک سکونتگاه مسکونی در ایالات متحده آمریکا است که در کانزاس واقع شده‌است.